# Abditomys latidens
Abditomys latidens (Sanborn, 1952) è un roditore della famiglia dei Muridi, unica specie del genere Abditomys (Musser, 1982), endemica dell'isola di Luzon, nelle Filippine.

## Etimologia
Il termine generico deriva dalla combinazione dell'aggettivo latino abditus il cui significato è "nascosto" e del suffisso greco -mys, riferito alle forme simili ai topi. Il termine specifico invece deriva dalla combinazione delle due parole latine latus, il cui significato è largo e dens, ovvero dente, con evidente allusione alla peculiarità degli incisivi.

## Descrizione

### Dimensioni
Roditore di grandi dimensioni, con lunghezza della testa e del corpo tra 216 e 232 mm, la lunghezza della coda tra 242 e 271 mm, la lunghezza del piede tra 45 e 47 mm, la lunghezza delle orecchie tra 21 e 24 mm e un peso fino a 269 g.

### Caratteristiche craniche e dentarie
Il cranio è corto, robusto e presenta un rostro largo e tozzo, le bolle timpaniche rigonfie e un palato corto che termina tra gli ultimi molari. Gli incisivi sono molto larghi, lisci, arancioni ed opistodonti, ovvero con le punte rivolte verso l'interno della bocca, il primo molare superiore ha cinque radici, quello inferiore quattro, tutti sono allungati, di forma rettangolare e con le cuspidi ben sviluppate.
Sono caratterizzati dalla seguente formula dentaria:

### Aspetto
La pelliccia è leggermente ruvida e cosparsa di lunghi peli nerastri particolarmente lungo la schiena. Le parti dorsali sono brunastre, i fianchi sono più chiari, mentre le parti ventrali sono giallo-brunastre con la base dei peli grigia. La testa è larga, il muso è appuntito, le orecchie sono grandi e marroni. Le zampe posteriori sono marroni scure o talvolta più chiare. L'alluce ha una grossa unghia appiattita, mentre le altre dita sono munite di artigli affilati. La coda è più lunga della testa e del corpo, è uniformemente grigio-brunastra ed è ricoperta di minuscoli peli. Le femmine hanno un paio di mammelle pettorali, un paio post-ascellari e 2 paia inguinali.

## Biologia

### Comportamento
Una specie è stata catturata su di un albero. Probabilmente è parzialmente arboricola.

### Alimentazione
Le caratteristiche dentarie fanno supporre una dieta a base di bambù o di altre piante coriacee.

## Distribuzione e habitat
Questa specie è conosciuta soltanto in due località dell'isola di Luzon, nelle Filippine.
Gli unici due esemplari catturati vivevano in una foresta di pini a circa 2.250 metri ed in un campo di riso a 76 metri di altitudine.

## Conservazione
La IUCN Red List, considerato che sono noti alla scienza soltanto due esemplari, l'ultimo dei quali catturato nel 1970, classifica A.latidens come specie con dati insufficienti (DD).